# Arctotipula
Arctotipula is een ondergeslacht van het geslacht van insecten Tipula in de familie langpootmuggen (Tipulidae).

## Soorten
Deze lijst van 34 stuks is mogelijk niet compleet.
- T. (Arctotipula) bakeriana (Alexander, 1954)
- T. (Arctotipula) besselsi (Osten Sacken, 1877)
- T. (Arctotipula) besselsoides (Alexander, 1919)
- T. (Arctotipula) caliginosa (Savchenko, 1961)
- T. (Arctotipula) centrodentata (Alexander, 1953)
- T. (Arctotipula) conjuncta (Alexander, 1925)
- T. (Arctotipula) crassispina (Savchenko, 1978)
- T. (Arctotipula) denali (Alexander, 1969)
- T. (Arctotipula) dickinsoni (Alexander, 1932)
- T. (Arctotipula) excelsa (Savchenko, 1961)
- T. (Arctotipula) gavronskii (Alexander, 1934)
- T. (Arctotipula) hirticula (Alexander, 1953)
- T. (Arctotipula) hirtitergata (Alexander, 1934)
- T. (Arctotipula) hovsgolensis (Gelhaus, 2000)
- T. (Arctotipula) kincaidi (Alexander, 1949)
- T. (Arctotipula) laterodentata (Alexander, 1950)
- T. (Arctotipula) loganensis (Alexander, 1946)
- T. (Arctotipula) mckinleyana (Alexander, 1969)
- T. (Arctotipula) miyadii (Alexander, 1935)
- T. (Arctotipula) namhaidorji (Gelhaus, 2000)
- T. (Arctotipula) oklandi (Alexander, 1922)
- T. (Arctotipula) piliceps (Alexander, 1915)
- T. (Arctotipula) plutonis (Alexander, 1919)
- T. (Arctotipula) pudibunda (Savchenko, 1961)
- T. (Arctotipula) quadriloba (Savchenko, 1967)
- T. (Arctotipula) rubicunda (Savchenko, 1961)
- T. (Arctotipula) sacra (Alexander, 1946)
- T. (Arctotipula) salicetorum (Siebke, 1870)
- T. (Arctotipula) semidea (Alexander, 1944)
- T. (Arctotipula) smithae (Alexander, 1968)
- T. (Arctotipula) suttoni (Alexander, 1934)
- T. (Arctotipula) tribulator (Alexander, 1956)
- T. (Arctotipula) twogwoteeana (Alexander, 1945)
- T. (Arctotipula) williamsiana (Alexander, 1940)